# Phrynoponera gabonensis
Phrynoponera gabonensis är en myrart som först beskrevs av Andre 1892.  Phrynoponera gabonensis ingår i släktet Phrynoponera och familjen myror. Inga underarter finns listade i Catalogue of Life.

## Bildgalleri

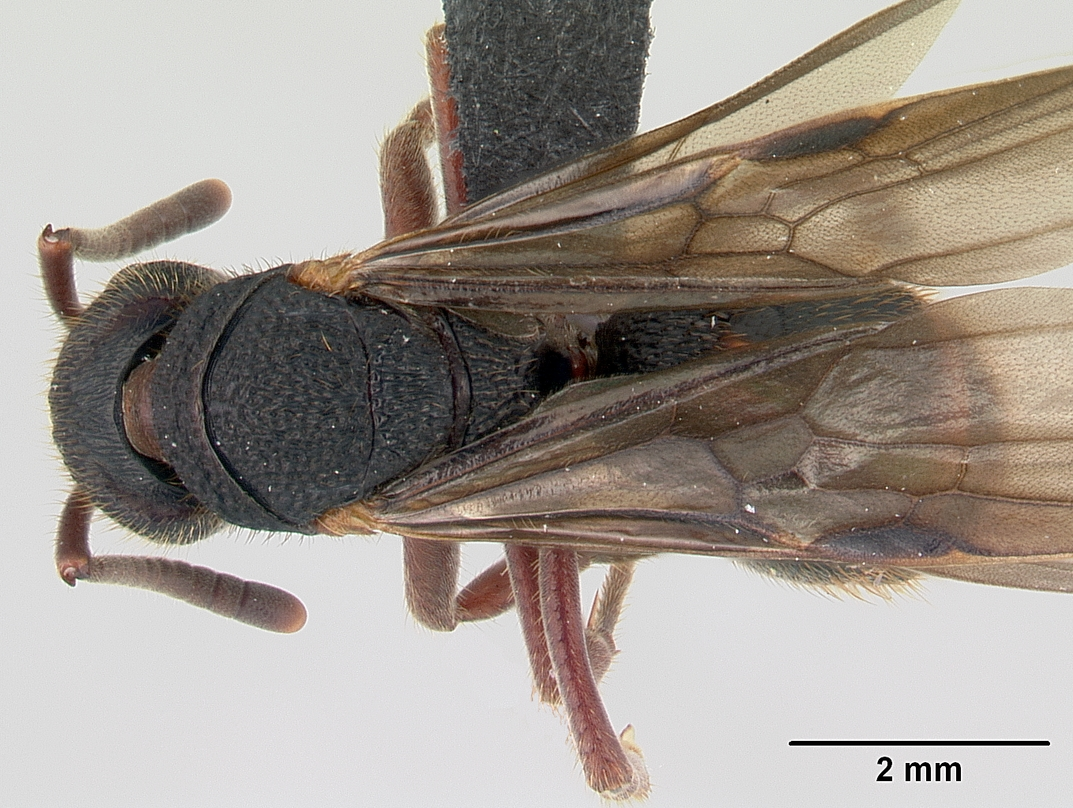
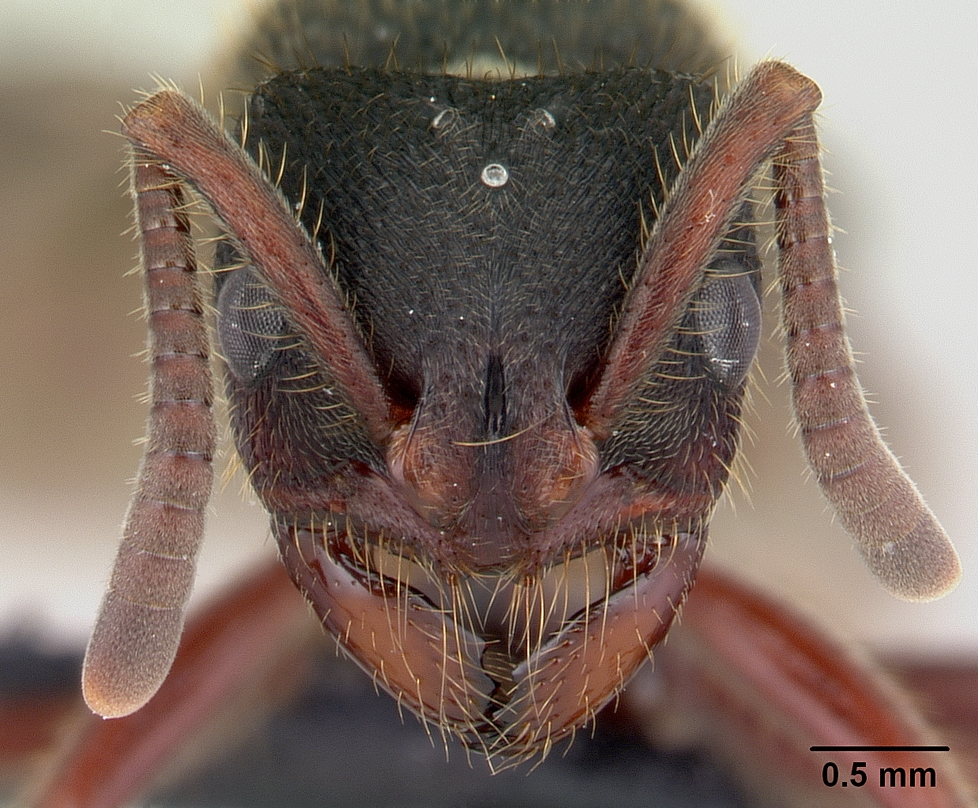
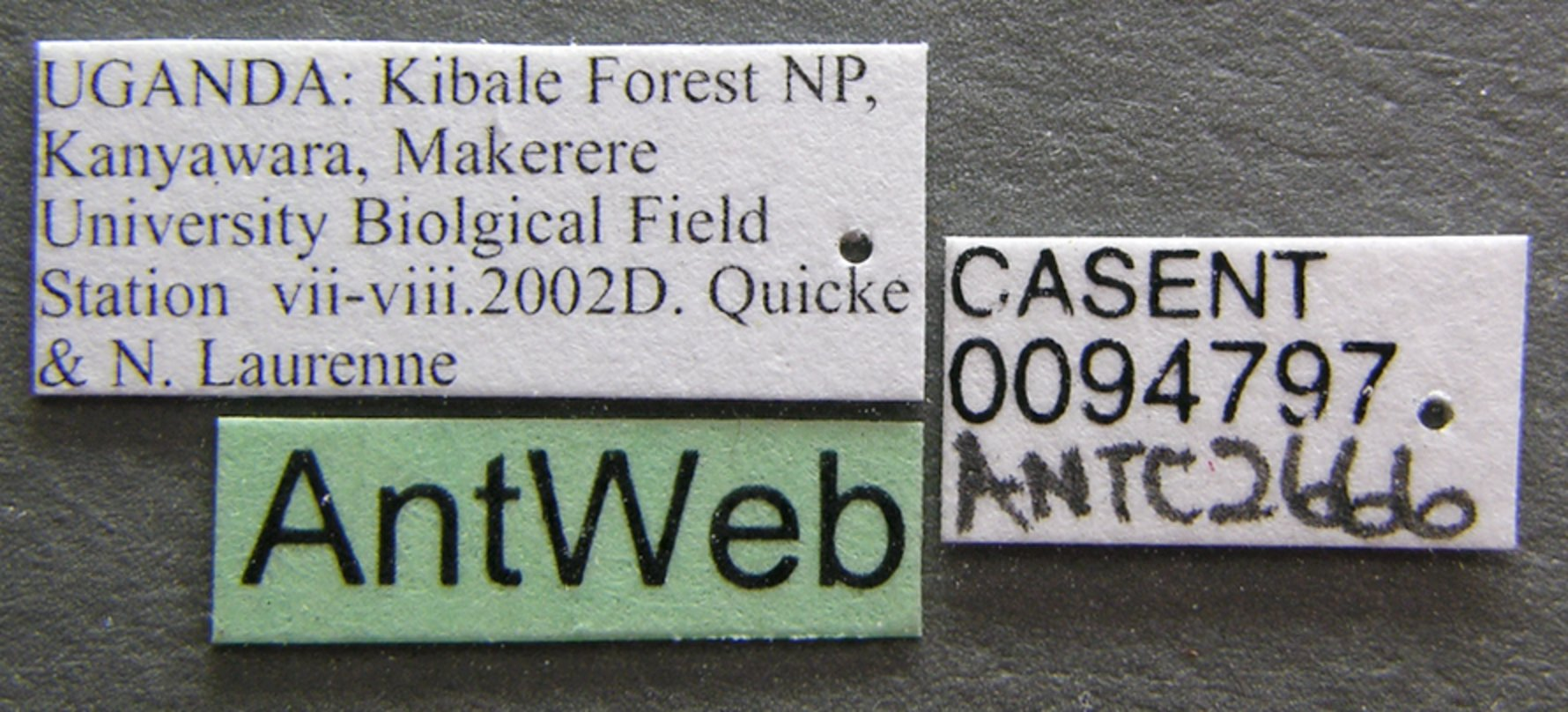
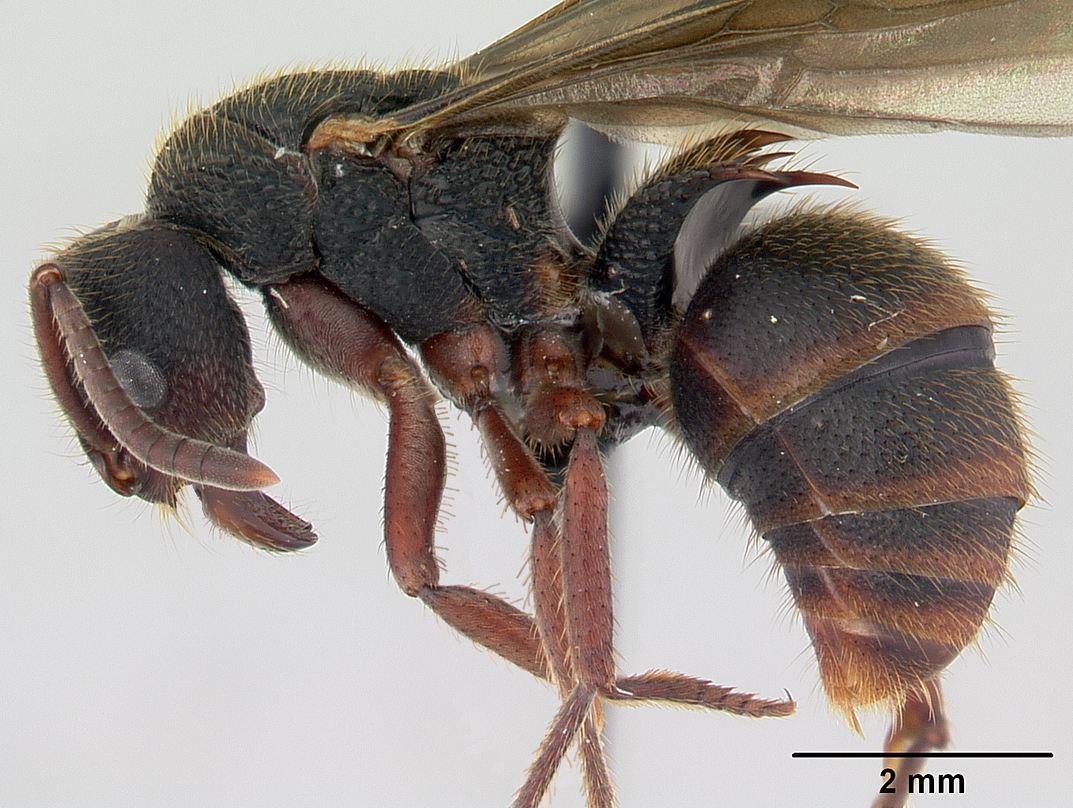
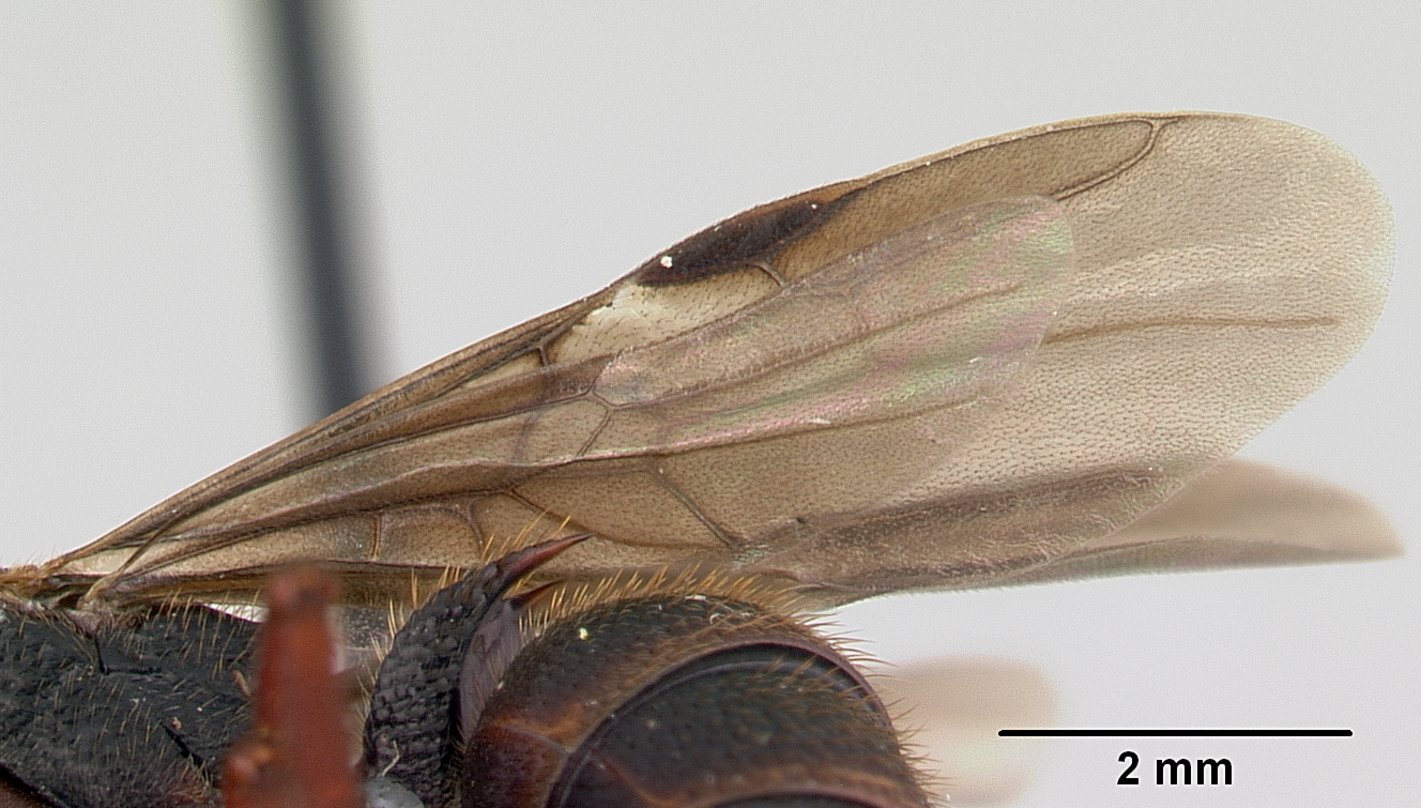
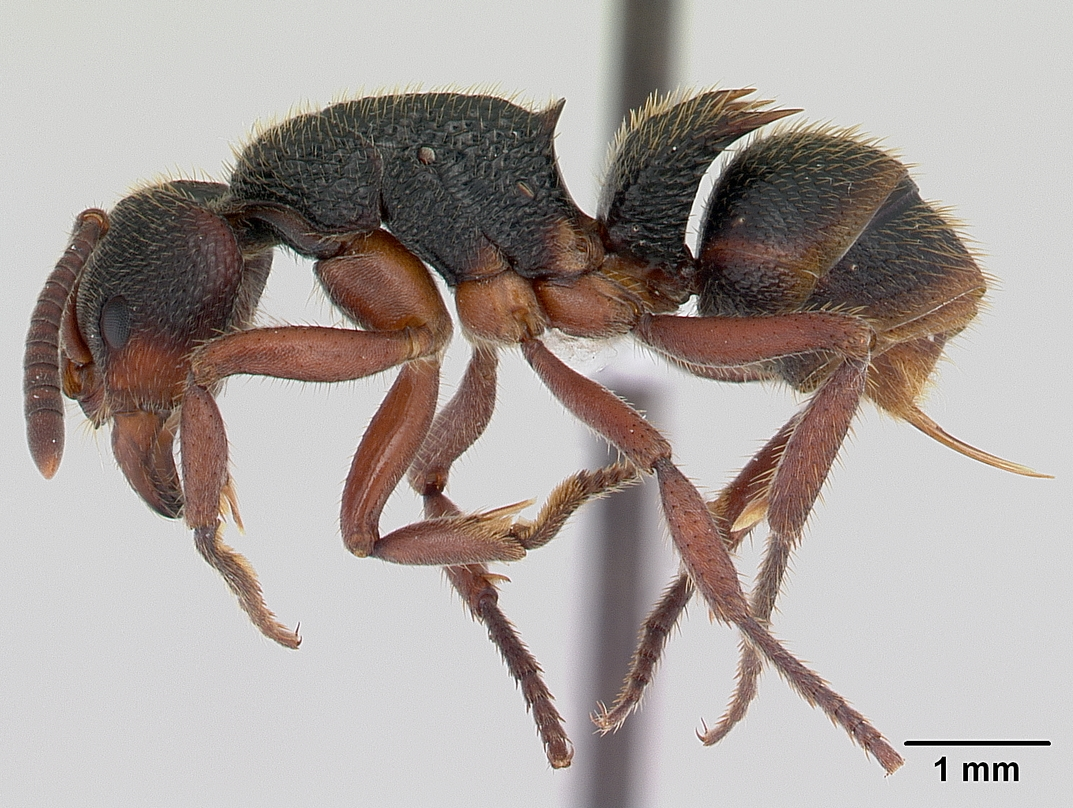